# Belassel Bouzegza
Belassel Bouzegza, qui s'écrit aussi Belhacel, est une commune de la wilaya de Rélizane, limitrophe de la ville de Rélizane, et située à dix (10 km) au nord de celle-ci.

## Toponymie
En tamazight, ⵣⴳⵣⵓ [zgzu] verdure.

## Géographie
Elle est située au pied d'une montagne

### Climat
| Mois                | jan. | fév. | mars | avril | mai  | juin | jui. | août | sep. | oct. | nov. | déc. | année |
| ------------------- | ---- | ---- | ---- | ----- | ---- | ---- | ---- | ---- | ---- | ---- | ---- | ---- | ----- |
| Précipitations (mm) | 32,7 | 33,2 | 31,6 | 33,5  | 25,3 | 2    | 1,5  | 2,5  | 15,9 | 24,7 | 42,5 | 31,1 | 276,4 |

### Situation
| Safsaf           | Sidi Khettab      | Sidi Khettab   |
| Safsaf           | Belassel Bouzegza | Oued El Djemaa |
| El Matmar yellel | Relizane          | Relizane       |

### Lieux-dits, quartiers et hameaux
- Aouamria
- Djeadnia
- Ben aga
- Bouzid
- Khouairia
- Keddadra
- Fetacha
- Gorh
- Messaidia
- Ouled sidi tahar
- Ouled si Abdellah
- Rehailia
- Zaouïa
- Zouaidia

## Démographie

### Évolution de la population
| 1975  | 1990  | 2000   | 2015   |
| ----- | ----- | ------ | ------ |
| 4 648 | 9 416 | 11 844 | 14 825 |

## Transports

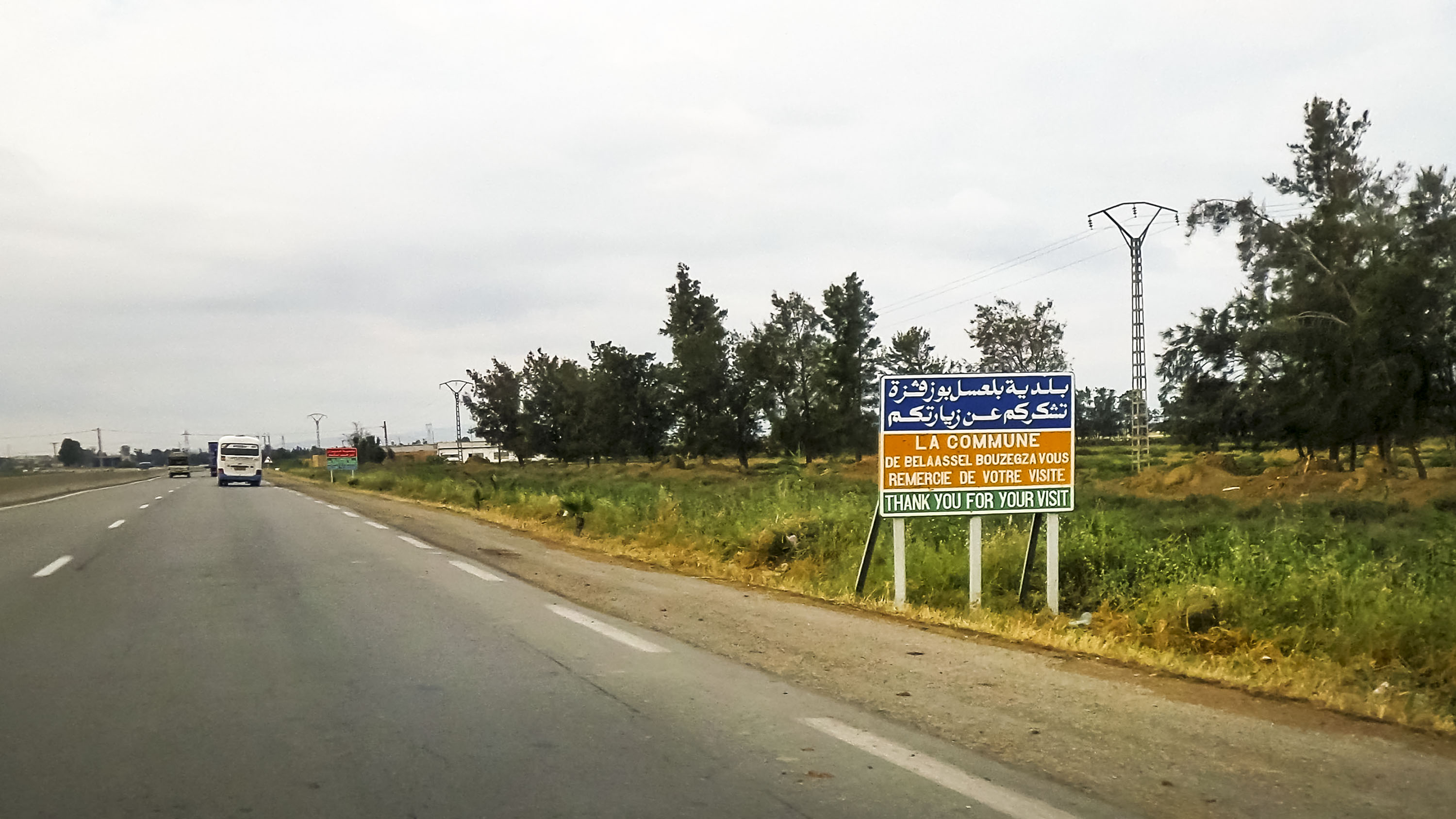
Belassel Bouzegza

### Transport routière
1. Autoroute Est- Ouest
2. W 13
3. W 12

### Transport ferroviaire
la ville était autrefois desservie par la ligne de La Macta à Trumelet.

## Infrastructures et équipements
La ville dispose d'une zone industrielle et d'activités d'une superficie de 43 hectares, 36 ares et 50 centiares, qui a été incluse par le Ministère de l'Industrie dans le programme de réhabilitation des zones industrielles et des zones d'activités de la tranche 2004. Cette zone se situe au sud, près de la bretelle de l'autoroute est-ouest. On y trouve également un établissement pénitentiaire. 

## Culture

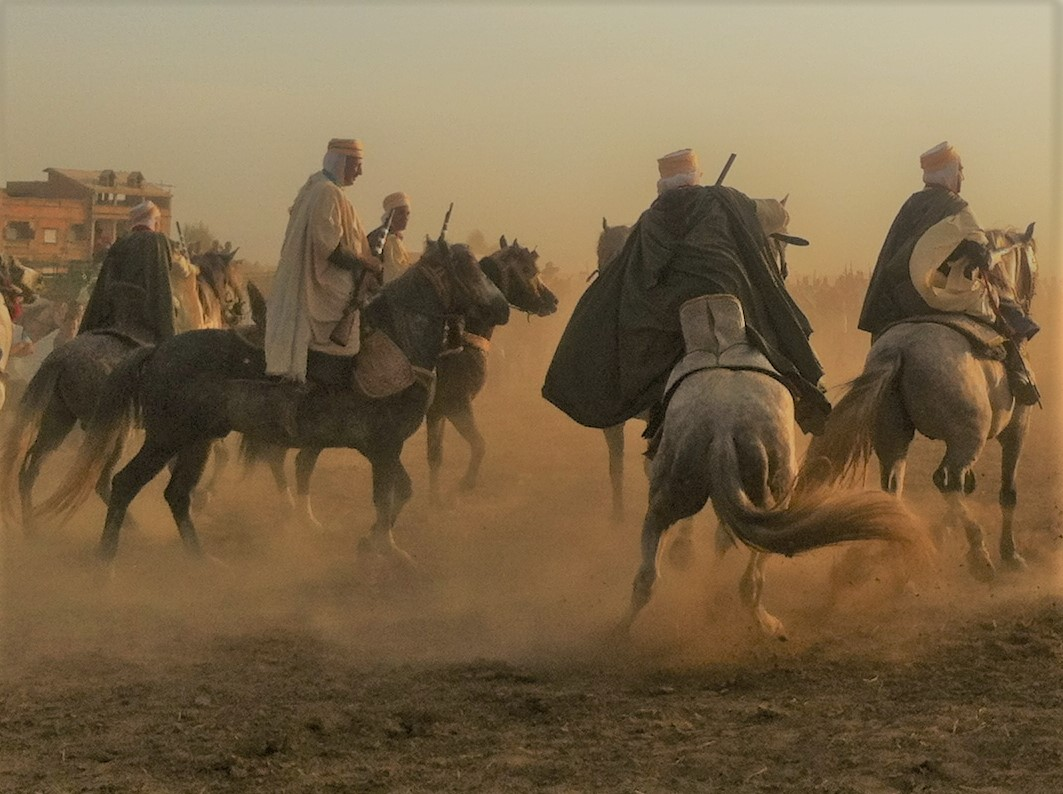
Waada Sidi Benchaib

### Coutumes et aux traditions
Les habitants de la municipalité de Belassel se distinguent par leur amour et leur attachement aux coutumes et aux traditions. Chaque année, ils organisent de nombreux  Waadas, en l'honneur desquels de nombreux habitants des environs viennent assister à des spectacles fantastiques et entendre des chanteurs et des poètes. Parmi les Waadas les plus importants figurent :
|    | Waada                | Illustrations                                 |
| -- | -------------------- | --------------------------------------------- |
| 01 | Waada Sidi Belassel  | يقع ضريح الولي الصالح سيدي بلعسل قرب واد مينا |
| 02 | Waada Sidi Benchaib  | سيدي بن شعيب - بلدية بلعسل ولاية غليزان       |
| 03 | Waada Ridjal Elchatt |                                               |

## Sport
- MB Belassel[7]